# Gánovské travertíny
Gánovské travertíny je národní přírodní památka v oblasti TANAP.
Nachází se v katastrálním území obce Gánovce v okrese Poprad v Prešovském kraji. Území bylo vyhlášeno či novelizováno v letech 1972, 1985 na rozloze 2,0276 ha. Ochranné pásmo nebylo stanoveno.